# Davidiella lactucae
Davidiella lactucae är en svampart som först beskrevs av Ellis & Kellerm., och fick sitt nu gällande namn av Aptroot 2006. Davidiella lactucae ingår i släktet Davidiella och familjen Davidiellaceae.   Inga underarter finns listade i Catalogue of Life.